# Phyllachora ospinae
Phyllachora ospinae är en svampart som beskrevs av Chardón 1930. Phyllachora ospinae ingår i släktet Phyllachora och familjen Phyllachoraceae.   Inga underarter finns listade i Catalogue of Life.